# Cetatea Bedeciu
Cetatea Bedeciu, județul Cluj, este înscrisă pe lista monumentelor istorice din județul Cluj elaborată de Ministerul Culturii și Patrimoniului Național din România în anul 2010.
Ruinele cetății medievale fortificate s-au găsit în punctul "Cetate". În prezent nu mai există urme ale cetății pe teren.